# Atractus nigriventris
Espèce
Atractus nigriventris est une espèce de serpents de la famille des Dipsadidae.

## Répartition
Cette espèce est endémique du département de Santander en Colombie.

## Publication originale
- Amaral, "1932" 1933 : Novas notas sobre especies da Colombia. Memorias do Instituto Butantan, vol. 7, p. 105-123.